# VTech

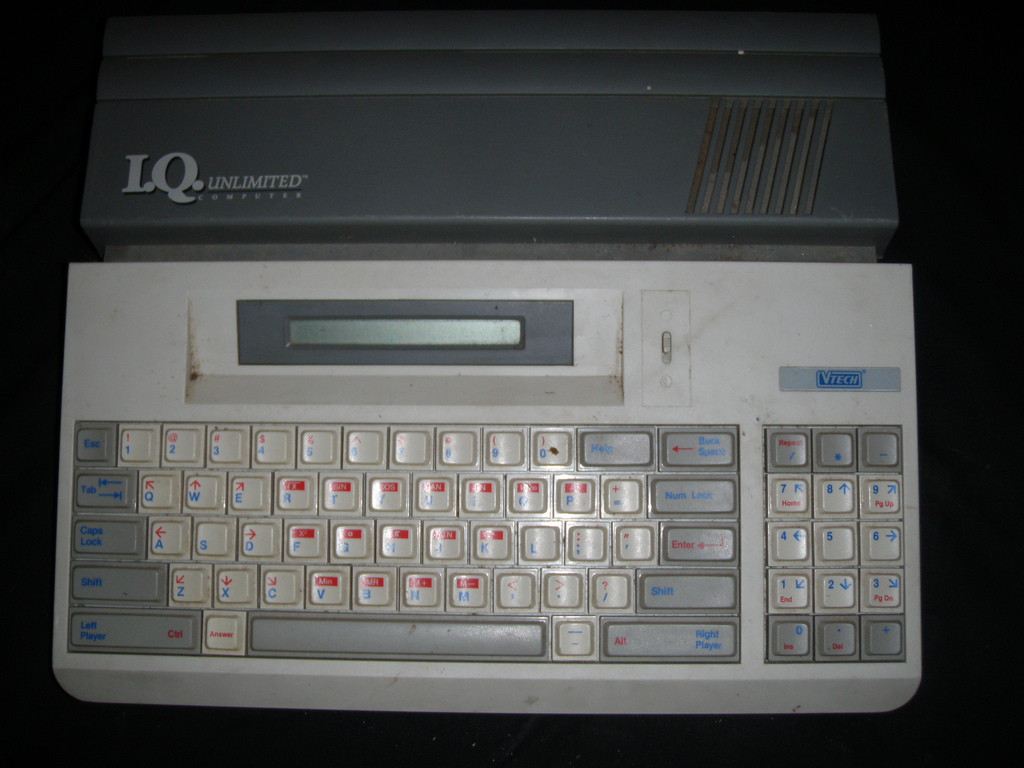
Ordenador VTech IQ Unlimited.

VTech (Chino Simplificado: 偉易達 Wěi yì dá) (Chino Tradicional: 偉易達 Wěi yì dá) es el nombre con el que es más conocida la compañía Video TECHnology Ltd. (SEHK: 0303), un fabricante de aparatos electrónicos de consumo con sede en Hong Kong.  Los productos de VTech incluyen teléfonos inalámbricos  y accesorios, ordenadores sencillos de un solo uso como gestores de correo electrónico, y juguetes computarizados para niños, incluyendo las videoconsolas V.Smile y V.Flash.

## Historia
La compañía fue fundada en 1976 por los empresarios Allan Wong y Stephen Leung, y en 2009 cuenta con aproximadamente 27 000 empleados en todo el mundo. VTech Innovation, una de sus subsidiarias, comprende el negocio del fabricante Advanced American Telephones, que fue adquirido a Lucent Technologies junto con la licencia para fabricar teléfonos bajo la marca AT&T.
Comienza fabricando la consola CreatiVision y la gama de ordenadores Laser, inicialmente basados en el TRS-80 como el VTech Laser 100 y el VTech Laser 200, para luego de incursionar por un diseño propio con los modelos VTech Laser 300 a VTech Laser 700 y pasarse finalmente a los compatibles Apple II, donde alcanza el éxito con su gama Laser 128 (el único clon del Apple IIc 100% legal), un ordenador tan mejorado que Apple, tras perder un juicio con Vtech (el 128 se había fabricado mediante ingeniería inversa pero sin violar patentes o copyrights de Apple), se ve forzado a mejorar su Apple IIc con muchas de las mejoras ya presentes en el Laser 128. Cuando ya todos han pasado a los 16 bits (Vtech tiene su propia gama de compatibles PC) todavía se sigue vendiendo el Laser 128 EX2 como ordenador para educación y para músicos profesionales (en USA capta parte del mercado-nicho acaparado por el Atari ST)
VTech sigue en el mercado del ordenador personal hasta la aparición del Intel 80486, vendiendo sus ordenadores por el canal de venta masiva bajo las marcas VTech, Laser, y Leading Technology.
Se pasa entonces al ordenador infantil, pudiendo decirse que inventa el mercado, pues hasta que aparecen sus equipos, al menos en España, ese tipo de equipos no pasaban de tener un display LCD de una sola línea. Hay rumores de que, al menos los primeros, recogen su experiencia con el MOS 6502 y el Apple II. Sus equipos imitan la forma de los ordenadores de sobremesa y portátiles pero a escala infantil, sin renunciar a los adelantos (Algunos usan procesadores Z80 encapsulados, como su modelo 'Prestige Elite', que incluso llega a implementar un Basic reducido para el aprendizaje de este famoso lenguaje). Entre sus accesorios, hay dispositivos de comunicación con PC de sobremesa, impresoras de tinta, modems y servicios en línea vía Internet.
Hace también ocasionales incursiones en el mercado de consolas LCD (dominado por Radica y en el de los ordenadores dedicados a una tarea, como por ejemplo los Vtech Companion, ordenadores con un procesador Geode dedicados solo a componer y recibir correos electrónicos.
VTech también lanzó una consola de videojuegos mal recibida, VTech Socrates en 1988. No volverá a este mercado hasta el lanzamiento de la marca V.Smile, implementando juegos computarizados educativos para los niños de 1 a 3 años y lanzando una gama de consolas educativas para los de 3 a 7. Esta última tiene la particularidad de existir como conectable al televisor y como consola de mano, pero los cartuchos valen para ambos modelos.
También ha incursionado en el mercado de juguetes interactivos para niños de 3 a 12 meses.